# میگدال
میگدال (به انگلیسی: Migdal) شرکت خدمات مالی اسرائیلی است، که در زمینه ارائه انواع خدمات بیمه‌های عمر و درمانی فعالیت می‌کند.
شرکت میگدال در سال ۱۹۳۴ با مشارکت گروهی از سرمایه‌گذاران فلسطینی یهودی‌تبار، یک خانواده مصری و با همکاری شرکت بیمه ایتالیایی جنرالی تأسیس شد و امروزه به‌عنوان بزرگترین و قدیمی‌ترین شرکت بیمه اسرائیل شناخته می‌شود.
دفتر مرکزی این شرکت در شهر اورشلیم، اسرائیل قرار دارد و بخشی از سهام آن در بازار بورس تل‌آویو معامله می‌شود. سهام‌داران اصلی شرکت میگدال، شرکت ایتالیایی جنرالی (۷۰٪) و بانک لومی (۱۰٪) می‌باشند.